# Biologisches Museum

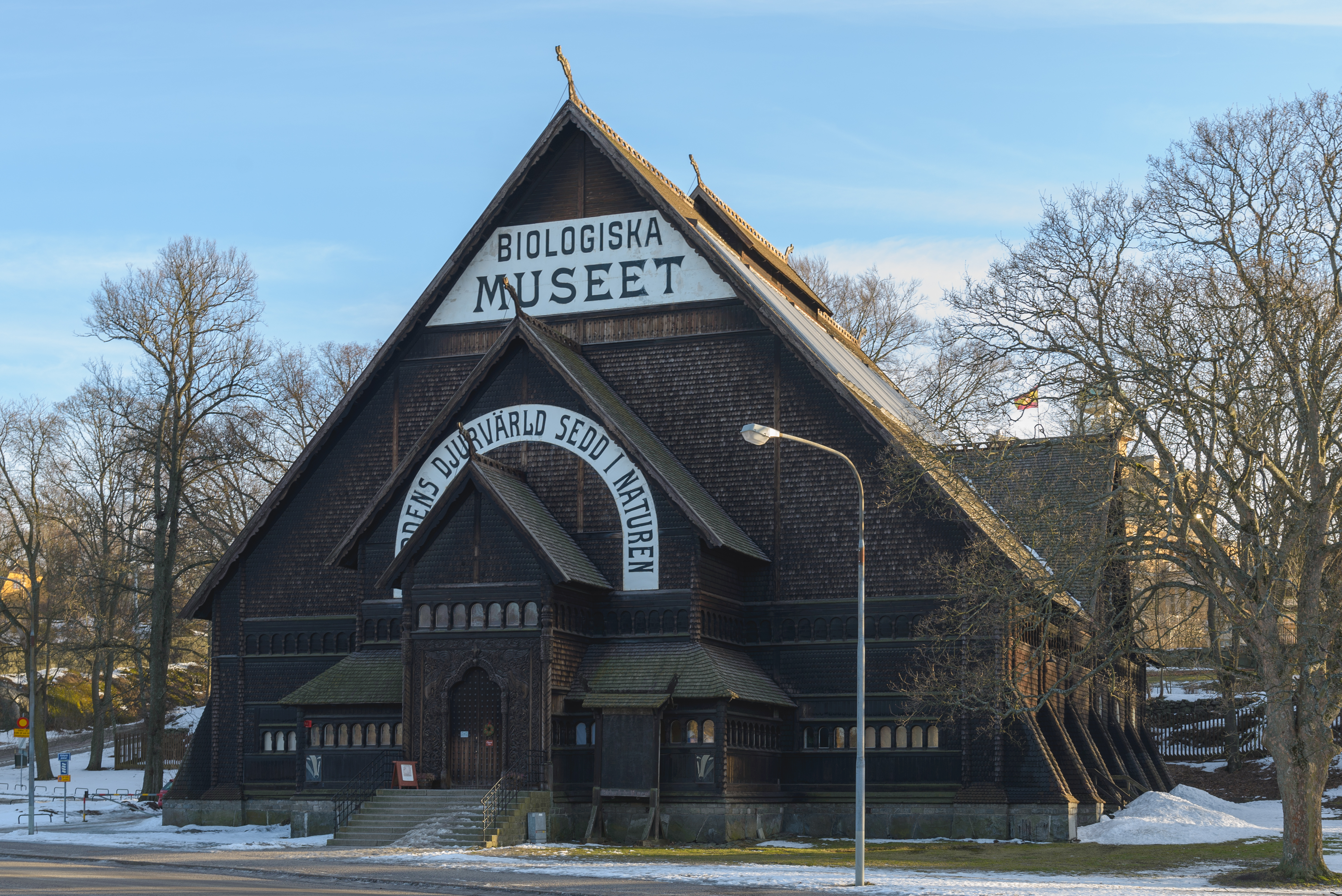
Biologiska Museet, Stockholm.

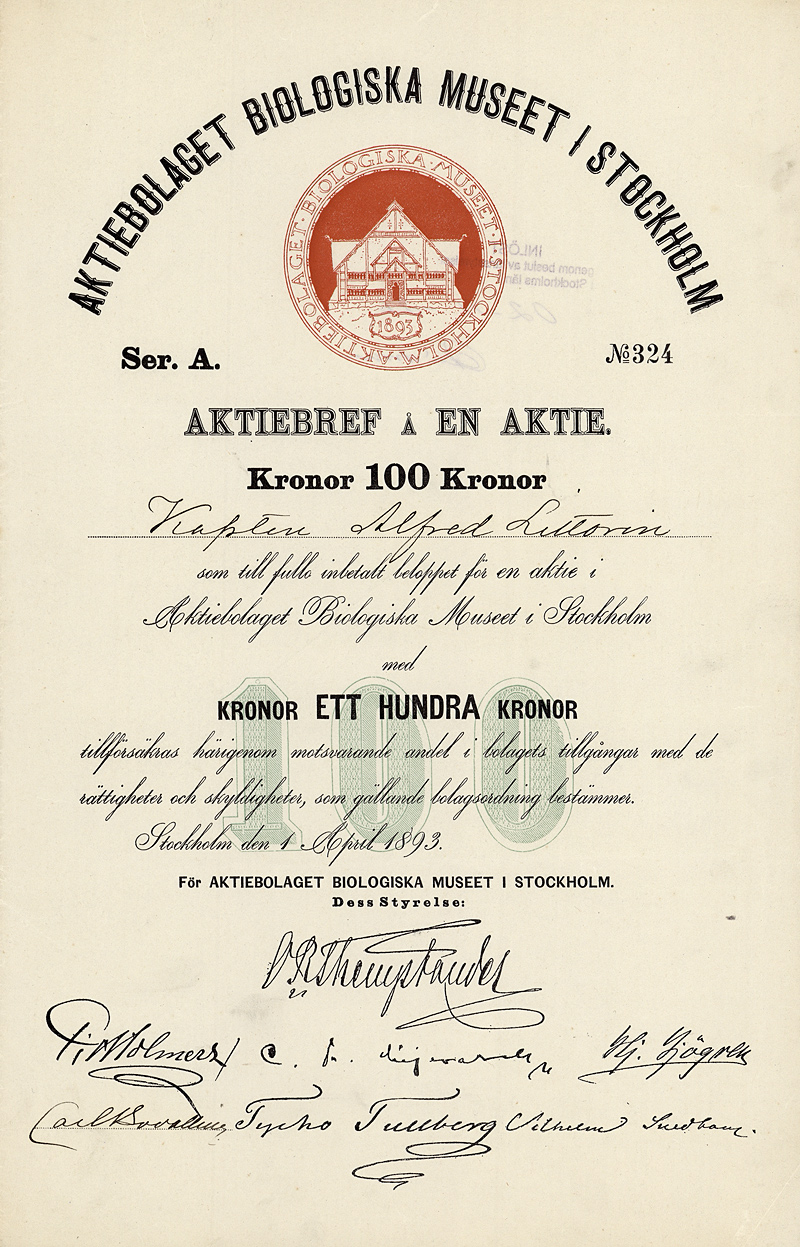
Aktie über 100 Kronen der AB Biologiska Museet vom 1. April 1893

Das Biologische Museum (schwedisch Biologiska museet) liegt auf Djurgården in Stockholm und zeigt skandinavische Säugetiere und Vögel in ihrer natürlichen Umwelt. Alle Tiere sind ausgestopft.
Das Biologische Museum befindet sich auf Djurgården direkt neben dem ehemaligen Haupteingang Hazelius Porten zum Freilichtmuseum Skansen. Es wurde 1893 vom Konservator Gustaf Kolthoff gegründet und ist vom Architekten Agi Lindegren im Stile einer Stabkirche entworfen worden. Das Museum zeigt in der oberen Etage eine Sammlung präparierter skandinavischer Säugetiere und Vögel in naturgetreuen Kulissen und Szenerien. Der um die gesamte Ausstellungshalle laufende zusammenhängende Rundhorizont, ein sogenanntes Diorama, stammt vom schwedischen Tiermaler Bruno Liljefors. Im Erdgeschoss sind eine Eisgrotte auf Spitzbergen und ein Tal im östlichen Grönland nachgebildet. Insgesamt werden 299 verschiedene Arten zur Schau gestellt, von denen noch viele im Originalzustand sind, d. h. noch nie restauriert wurden. Das Museum war auf der Stockholmer Ausstellung 1897 ein großer Publikumsmagnet und wurde nach der Ausstellung nicht abgerissen. Zum 100-jährigen Jubiläum 1993 wurde das Biologische Museum gründlich renoviert.
Im August 2017 wurde das Museum auf unbestimmte Zeit wegen Renovierungsarbeiten geschlossen, da sich das Gebäude in einem schlechten Zustand befindet, die Besucherzahl gering ist und es keine Wartungsmöglichkeiten gibt.

## Ausstellung

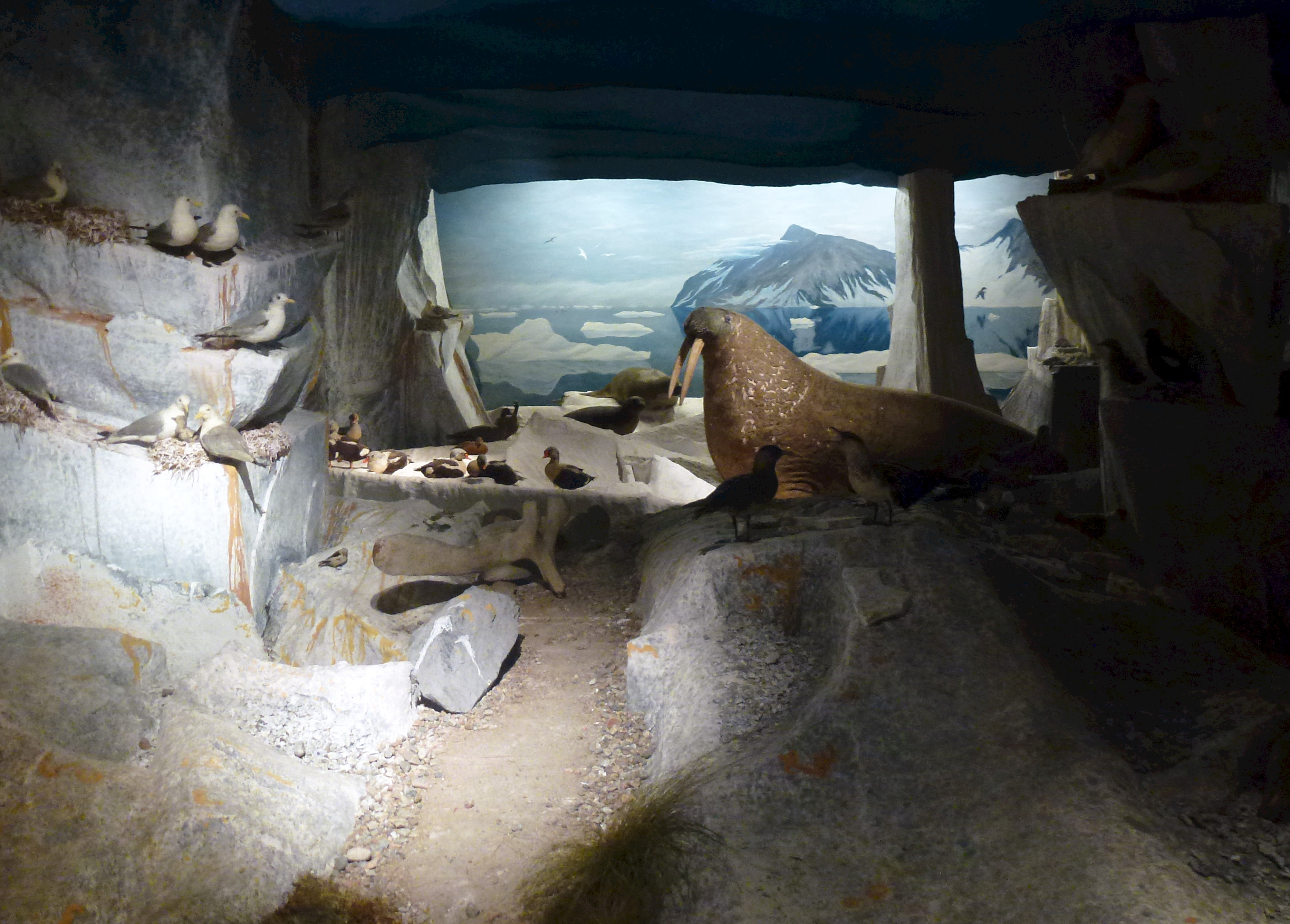
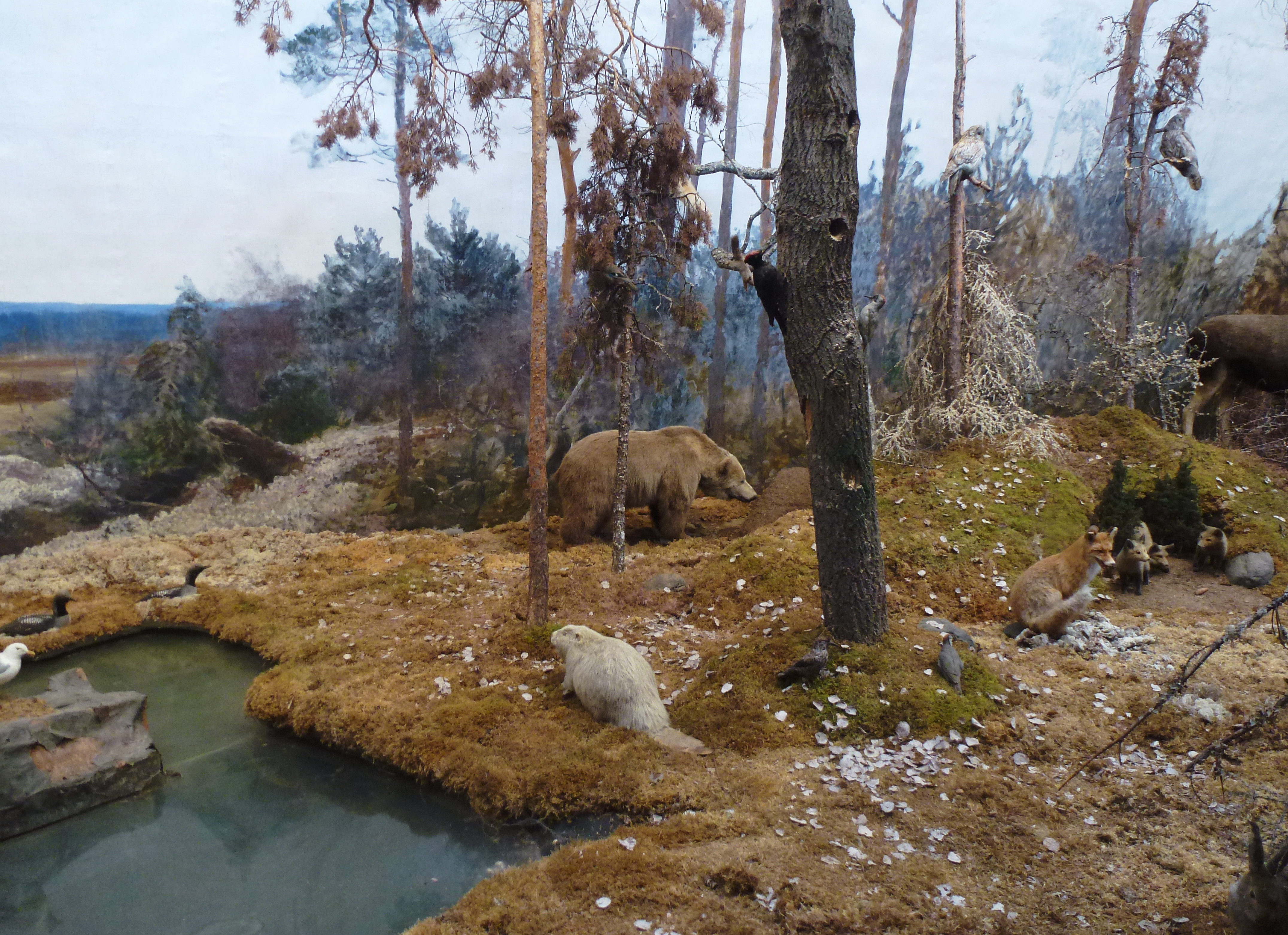
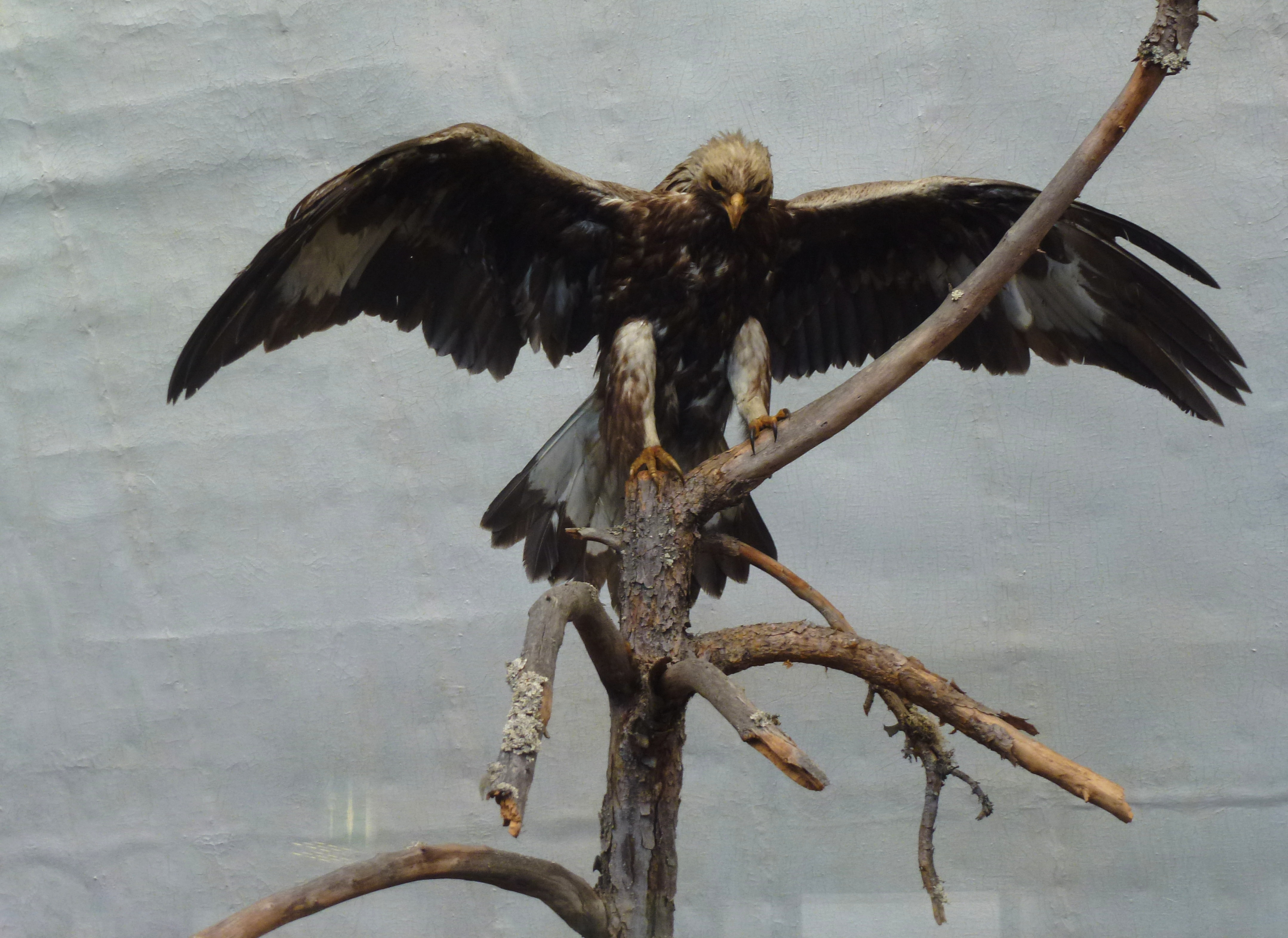
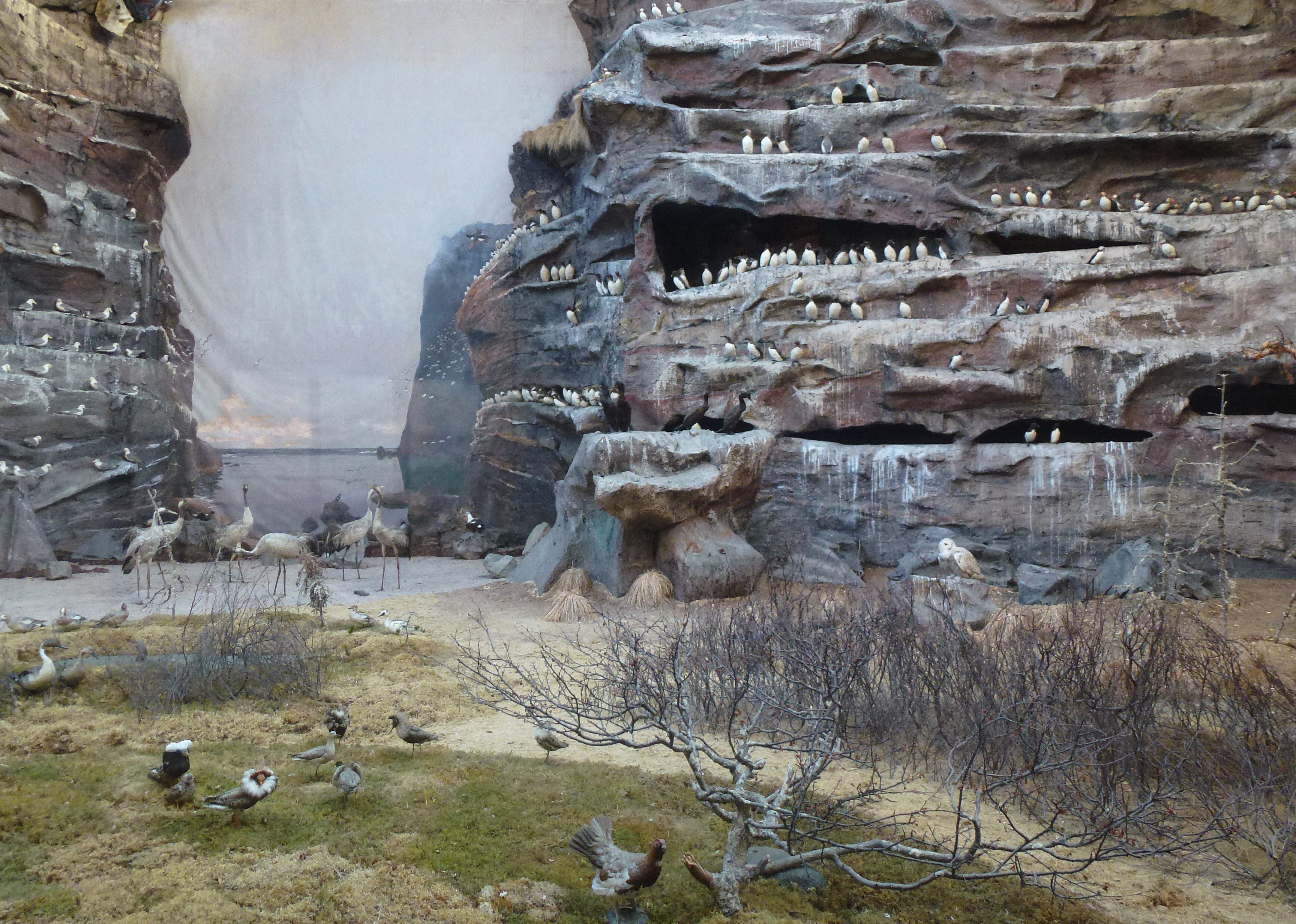